# Gran Premio motociclistico della Malesia 1992
Il Gran Premio motociclistico della Malesia 1992 è stato la terza prova del motomondiale 1992, nonché seconda edizione del Gran Premio motociclistico della Malesia.
Si è svolto il 19 aprile 1992 sul circuito di Shah Alam e ha visto le vittorie di Michael Doohan in classe 500, di Luca Cadalora in classe 250 e di Alessandro Gramigni in classe 125.

## Classe 500
La gara è stata interrotta al 17º dei 34 giri previsti a causa della pioggia; è stata data una seconda partenza con il gran premio accorciato a 30 giri e la vittoria è stata assegnata per somma di tempi delle due manche. Terza vittoria consecutiva nelle tre gare disputate nell'anno per l'australiano Michael Doohan che ha preceduto lo statunitense Wayne Rainey e lo spagnolo Àlex Crivillé. Il risultato di quest'ultimo ha rappresentato il primo podio nella storia della classe regina per un pilota spagnolo.

### Arrivati al traguardo
| Pos. | Nº | Pilota               | Squadra                 | Motocicletta  | Giri | Tempo     | Griglia | Punti |
| ---- | -- | -------------------- | ----------------------- | ------------- | ---- | --------- | ------- | ----- |
| 1º   | 2  | Michael Doohan       | Rothmans Honda          | Honda         | 30   | 45'45.608 | 1º      | 20    |
| 2º   | 1  | Wayne Rainey         | Marlboro Team Roberts   | Yamaha        | 30   | +10.433   | 2º      | 15    |
| 3º   | 28 | Àlex Crivillé        | Campsa Honda            | Honda         | 30   | +14.307   | 4º      | 12    |
| 4º   | 6  | Juan Garriga         | Ducados Yamaha          | Yamaha        | 30   | +27.693   | 8º      | 10    |
| 5º   | 10 | Doug Chandler        | Lucky Strike Suzuki     | Suzuki        | 30   | +31.429   | 6º      | 8     |
| 6º   | 58 | Daryl Beattie        | Rothmans Kanemoto Honda | Honda         | 30   | +32.279   | 3º      | 6     |
| 7º   | 8  | Randy Mamola         | Budweiser Team          | Yamaha        | 30   | +1'03.497 | 7º      | 4     |
| 8º   | 21 | Peter Goddard        | Valvoline Team WCM      | ROC Yamaha    | 30   | +2'02.624 | 9º      | 3     |
| 9º   | 33 | Corrado Catalano     | KCS International       | ROC Yamaha    | 30   | +2'06.910 | 14º     | 2     |
| 10º  | 11 | Eddie Laycock        | Millar Racing           | Yamaha        | 30   | +2'11.932 | 13º     | 1     |
| 11º  | 26 | Kevin Mitchell       | MBM Racing              | Harris Yamaha | 30   | +2'27.337 | 18º     |       |
| 12º  | 15 | Cees Doorakkers      | HEK Racing              | Harris Yamaha | 30   | +2'31.293 | 19º     |       |
| 13º  | 32 | Toshiyuki Arakaki    |                         | ROC Yamaha    | 29   | +1 giro   | 23º     |       |
| 14º  | 18 | Michael Rudroff      | Rallye Sport            | Harris Yamaha | 29   | +1 giro   | 20º     |       |
| 15º  | 27 | Serge David          |                         | ROC Yamaha    | 28   | +2 giri   | 17º     |       |
| 16º  | 23 | Nicholas Schmassmann |                         | ROC Yamaha    | 28   | +2 giri   | 22º     |       |

### Ritirati
| Nº | Pilota           | Squadra                   | Motocicletta  | Giri | Griglia |
| -- | ---------------- | ------------------------- | ------------- | ---- | ------- |
| 17 | Miguel Duhamel   | Yamaha Motor France Banco | Yamaha        | 29   | 12º     |
| 31 | Thierry Crine    | Ville de Paris            | ROC Yamaha    | 29   | 16º     |
| 19 | Niall Mackenzie  | Yamaha Motor France Banco | Yamaha        | 27   | 5º      |
| 12 | Alex Barros      | Cagiva Team Agostini      | Cagiva        | 20   | 10º     |
| 7  | Eddie Lawson     | Cagiva Team Agostini      | Cagiva        | 10   | 11º     |
| 25 | Josef Doppler    |                           | ROC Yamaha    | 7    | 24º     |
| 30 | Peter Graves     | Peter Graves Racing       | Harris Yamaha | 7    | 26º     |
| 22 | Simon Buckmaster | Padgett's Motorcycles     | Harris Yamaha | 4    | 21º     |
| 16 | Marco Papa       | Librenti Corse            | Librenti      | 3    | 25º     |

### Non partito
| Nº | Pilota           | Squadra   | Motocicletta | Griglia |
| -- | ---------------- | --------- | ------------ | ------- |
| 14 | Dominique Sarron | ROC Banco | ROC Yamaha   | 15º     |

## Classe 250
Come nella classe regina, un solo pilota ha ottenuto la vittoria nelle tre gare dell'anno, in questo caso si tratta dell'italiano Luca Cadalora che, in questa occasione, ha preceduto lo spagnolo Alberto Puig e l'altro italiano Pierfrancesco Chili.

### Arrivati al traguardo
| Pos. | Pilota                    | Motocicletta | Giri | Tempo     | Griglia | Punti |
| ---- | ------------------------- | ------------ | ---- | --------- | ------- | ----- |
| 1º   | Luca Cadalora             | Honda        | 31   | 47'49.876 | 2º      | 20    |
| 2º   | Alberto Puig              | Aprilia      | 31   | +4.706    | 5º      | 15    |
| 3º   | Pierfrancesco Chili       | Aprilia      | 31   | +4.950    | 1º      | 12    |
| 4º   | Carlos Cardús             | Honda        | 31   | +12.784   | 4º      | 10    |
| 5º   | Jochen Schmid             | Yamaha       | 31   | +22.122   | 3º      | 8     |
| 6º   | Doriano Romboni           | Honda        | 31   | +26.756   | 7º      | 6     |
| 7º   | Wilco Zeelenberg          | Suzuki       | 31   | +28.715   | 15º     | 4     |
| 8º   | Masahiro Shimizu          | Honda        | 31   | +29.210   | 12º     | 3     |
| 9º   | Loris Capirossi           | Honda        | 31   | +31.704   | 10º     | 2     |
| 10º  | Paolo Casoli              | Yamaha       | 31   | +31.874   | 13º     | 1     |
| 11º  | Andreas Preining          | Aprilia      | 31   | +41.434   | 19º     |       |
| 12º  | Patrick van den Goorbergh | Aprilia      | 31   | +59.634   | 22º     |       |
| 13º  | Jurgen van den Goorbergh  | Aprilia      | 31   | +1'05.869 | 23º     |       |
| 14º  | Herri Torrontegui         | Suzuki       | 31   | +1'11.563 | 17º     |       |
| 15º  | Stefan Prein              | Honda        | 31   | +1'12.498 | 18º     |       |
| 16º  | Katsuyoshi Kozono         | Honda        | 30   | +1 giro   | 24º     |       |
| 17º  | Adi Stadler               | Honda        | 30   | +1 giro   | 32º     |       |
| 18º  | Harald Eckl               | Aprilia      | 29   | +2 giri   | 29º     |       |
| 19º  | Eskil Suter               | Aprilia      | 29   | +2 giri   | 26º     |       |
| 20º  | Luis d'Antín              | Honda        | 28   | +3 giri   | 34º     |       |

### Ritirati
| Pilota               | Motocicletta | Giri | Griglia |
| -------------------- | ------------ | ---- | ------- |
| Erkka Korpiaho       | Aprilia      | 23   | 25º     |
| Helmut Bradl         | Honda        | 20   | 6º      |
| Max Biaggi           | Aprilia      | 19   | 8º      |
| Frédéric Protat      | Aprilia      | 16   | 35º     |
| Meng Heng Kuan       | Yamaha       | 13   | 33º     |
| Bernard Cazade       | Honda        | 12   | 27º     |
| Jean-Philippe Ruggia | Gilera       | 11   | 9º      |
| Carlos Lavado        | Gilera       | 10   | 11º     |
| Bernd Kassner        | Aprilia      | 9    | 31º     |
| Stefano Caracchi     | Yamaha       | 7    | 16º     |
| Jean Pierre Jeandat  | Honda        | 5    | 20º     |
| Bernard Haenggeli    | Aprilia      | 1    | 21º     |
| Adrian Bosshard      | Honda        | 1    | 28º     |
| Loris Reggiani       | Aprilia      | 1    | 14º     |
| Yves Briguet         | Honda        | 0    | 36º     |

### Non partito
| Pilota         | Motocicletta | Griglia |
| -------------- | ------------ | ------- |
| Renzo Colleoni | Yamaha       | 30º     |

## Classe 125
Dopo le vittorie nelle prime due gare dell'anno del pilota tedesco Ralf Waldmann, che in questa occasione è giunto al terzo posto, in Malesia ottiene il primo successo stagionale l'italiano Alessandro Gramigni davanti al connazionale Bruno Casanova.

### Arrivati al traguardo
| Pos. | Pilota              | Motocicletta | Tempo     | Griglia | Punti |
| ---- | ------------------- | ------------ | --------- | ------- | ----- |
| 1º   | Alessandro Gramigni | Aprilia      | 45.45.290 | 1       | 20    |
| 2º   | Bruno Casanova      | Aprilia      | 45.45.442 | 3       | 15    |
| 3º   | Ralf Waldmann       | Honda        | 45.45.523 | 8       | 12    |
| 4º   | Jorge Martínez      | Honda        | 45.47.704 | 5       | 10    |
| 5º   | Dirk Raudies        | Honda        | 45.51.536 | 9       | 8     |
| 6º   | Kazuto Sakata       | Honda        | 45.56.950 | 2       | 6     |
| 7º   | Gabriele Debbia     | Honda        | 46.00.301 | 6       | 4     |
| 8º   | Fausto Gresini      | Honda        | 46.09.058 | 20      | 3     |
| 9º   | Hans Spaan          | Aprilia      | 46.14.098 | 18      | 2     |
| 10º  | Heinz Lüthi         | Honda        | 46.21.088 | 13      | 1     |
| 11º  | Noboru Ueda         | Honda        | 46.23.104 | 17      |       |
| 12º  | Takao Shimizu       | Honda        | 46.24.913 | 23      |       |
| 13º  | Maurizio Vitali     | Gazzaniga    | 46.25.115 | 19      |       |
| 14º  | Peter Galvin        | Honda        | 46.25.286 | 24      |       |
| 15º  | Oliver Koch         | Honda        | 46.39.200 | 10      |       |
| 16º  | Julián Miralles     | Honda        | 46.45.074 | 25      |       |
| 17º  | Arie Molenaar       | Aprilia      | 46.48.496 | 14      |       |
| 18º  | Ezio Gianola        | Honda        | 46.55.043 | 21      |       |
| 19º  | Giovanni Palmieri   | Gazzaniga    | 47.09.407 | 28      |       |
| 20º  | Hisashi Unemoto     | Honda        | 47.09.603 | 26      |       |
| 21º  | Steve Patrickson    | Honda        | 47.18.102 | 31      |       |

### Ritirati
| Pilota             | Motocicletta | Griglia |
| ------------------ | ------------ | ------- |
| Carlos Giró        | Aprilia      | 4       |
| Nobuyuki Wakai     | Honda        | 7       |
| Loek Bodelier      | Honda        | 12      |
| Robin Appleyard    | Honda        | 27      |
| Alain Bronec       | Honda        | 22      |
| Garry McCoy        | Rotax        | 29      |
| Kin'ya Wada        | Honda        | 30      |
| Emilio Cuppini     | Aprilia      | 11      |
| Hubert Abold       | Honda        | 33      |
| Oliver Petrucciani | Honda        | 15      |
| Alfred Waibel      | Honda        | 32      |
| Maik Stief         | Aprilia      | 16      |